# Smrk (Jizerské hory)
Smrk (polsky Smrek, německy Tafelfichte) je s výškou 1124 metrů nad mořem nejvyšší horou Smrčské hornatiny a zároveň také české části Jizerských hor. Odedávna se zde stýkaly hranice tří zemských celků: Čech, Lužice a Slezska. Dnes je zde pěší hraniční přechod do Polska a v roce 2003 zde byla znovupostavena rozhledna. Polský vrchol Smrek má výšku 1123 metrů a leží těsně za česko-polskou hranicí. Na jižních svazích hory pramení řeka Jizera a nedaleko vrcholu, na západním svahu hory, leží přírodní památka Klečoviště na Smrku.

## Historie
Vzhledem ke své poloze byla oblast kolem hory odedávna předmětem sporů o přesný průběh hranic. Hranice mezi českým a slezským majetkem údajně procházela od skály pod vrcholem hory (Tafelstein) k prameni Jizery a dále podle jejího toku. Na Smrku však jsou dva prameny a každé panství považovalo za správný ten pro něj výhodnější. Jeden takový spor je zmiňován již v roce 1628 za vlády Albrechta z Valdštejna. Proto bylo nařízeno označení sporné hranice tabulemi opatřenými nápisem A.D.F.S.S.R.I.P. (Albertus, Dux Friedlandiae, Saganiae, Sacri Romani Imperii Princeps). Jedna z těchto tabulí byla umístěna také na obrovský „Dresslerův smrk“ na vrcholu hory. Tento smrk byl pak označován jako „Tafelfichte“ (Tabulový smrk), po jeho vyvrácení roku 1790 se toto jméno postupně začalo používat i pro celou horu. Do té doby byla nazývána „Hora u obrázku“, „Heidelberg“ nebo „Polský hřeben“.
Smrk byl také údajně dějištěm dvou leteckých havárií. Roku 1939 se do jižního svahu hory zřítilo k Věži grálu letadlo Heinkel He 111. Roku 1944 skončil na vrcholu Smrku svůj let německý Junkers.

### Rozhledna
První rozhledna byla postavena až v roce 1892. Její stavba údajně trvala sedm týdnů a stála 1683 zlatých a otevřena byla 21. srpna 1892. Díky pečlivé údržbě vydržela dřevěná rozhledna až do roku 1946, kdy sousední chata z roku 1924 vyhořela. Neudržovaná věž se postupně rozpadala, až se v šedesátých letech zřítila.
V roce 1992 vznikla v Novém Městě „Společnost pro obnovu rozhledny“. Samotná stavba 20 metrů vysoké ocelové stavby architekta Jana Dudy začala v roce 2001. Náklady na její stavbu dosáhly 3,6 mil. Kč a byla otevřena 18. září 2003.

### Pomník
Na vrcholu se nachází Körnerův pomník, který postavili členové Německého horského spolku v Novém Městě pod Smrkem. Tak učinili na počest stého výročí výstupu německého básníka z Bad Flinsbergu, Karla Theodora Körnera. Pomník je zhotoven z kamenného, rulového obelisku a kamenné desky, do níž je vytesán nápis. Rok 1940 znamenal upevnění bronzové plakety s Körnerovým reliéfem. Po válce byl pomník povalen a v 80. letech opět postaven. Při stavbě nové rozhledny na Smrku byl pomník restaurován a byla na něj také připevněna nová pamětní deska a obnoven již nečitelný německý nápis.

## Cesty na vrchol
- Z Nového Města pod Smrkem asi 7 km po modré  turistické značce kolem Kyselky, Kamene republiky a Streitova obrázku.
- Od Streitova obrázku se lze také vydat (kromě výše uvedené modré turistické značky) po nově vyznačené zelené  turistické trase; cesta vede poblíž Rapické hory.
- Z Lázní Libverda červeně  značenou stezkou kolem Jizerky, Hubertky, Tišiny k Nebeskému žebříku, tím po modré na Smrk. Cesta je asi 8,5 km dlouhá.
- Z Bílého Potoka od Bártlovy boudy po žluté  na Paličník, pak modrou k Nebeskému žebříku (asi 7 km) a nahoru na Smrk.
- Ze Smědavy červeně  značenou cestou na Předěl, kolem rozcestníku Na Písčinách k Nebeskému žebříku. Drobná rada: Turistické značení na Předělu svádí jít na Smrk po modré značce, zatímco červená vede na Písčiny. Ve skutečnosti vedou na Písčiny obě, ale modrá značka vede delší cestou okolo Klínového vrchu (kde se poblíž Paličníku připojuje výše zmiňovaná žlutá značka z Bílého Potoka).
- Z polského Świeradowa Zdroje buď po červené  k chatě „Na Stogu Izerském“ nebo pomocí lanovky, a dále po zelené  přes Stóg Izerski na hraniční přechod a konečně po modré  na Smrk (asi 8 km).

Zmiňovaný Nebeský žebřík o délce 630 metrů na podzim roku 2013 opravily Lesy ČR.

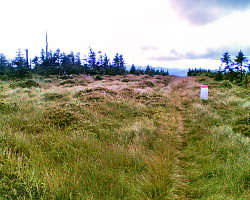
Plochý vrchol polského Smreku

## Smrek
Smrk je dvojvrchol, kde vyšší vrchol leží v Česku a o metr nižší Smrek je již na polském území. Ze slovníku lze zjistit, že slovo smrek je nářeční pojmenování slova świerk, což znamená smrk. Vrchol Smrek nemá faktické vrcholové označení, není zde žádný památník ani geodetický bod. Z geografického hlediska je důležitý pouze tím, že přes něj prochází rozvodí mezi Baltským a Severním mořem. Z vrcholu není na rozdíl od českého sousedního vrcholu žádný rozhled, na což mají vliv imisemi zničené odumřelé stromy.

## Fotogalerie

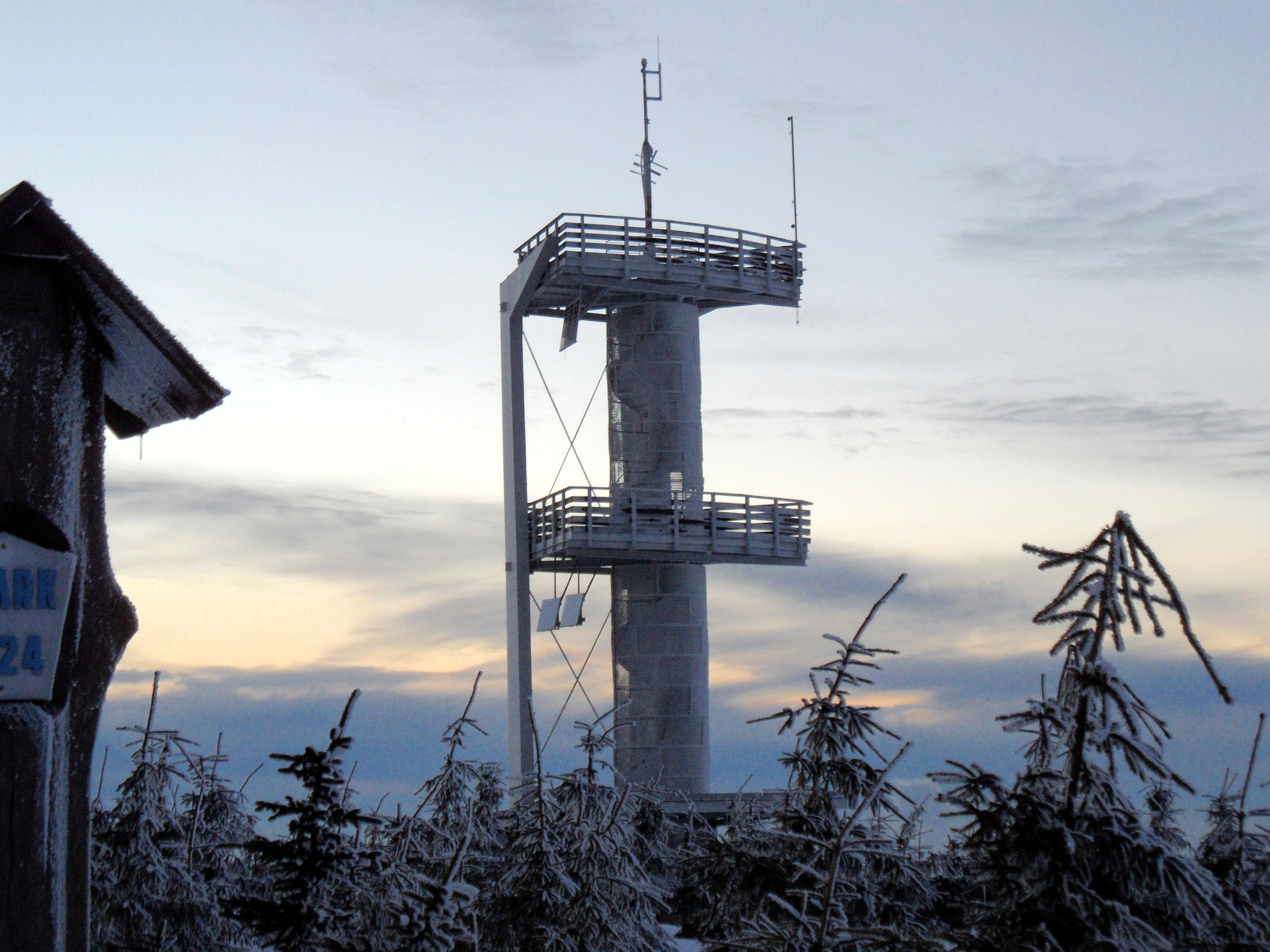
Rozhledna na Smrku v zimě
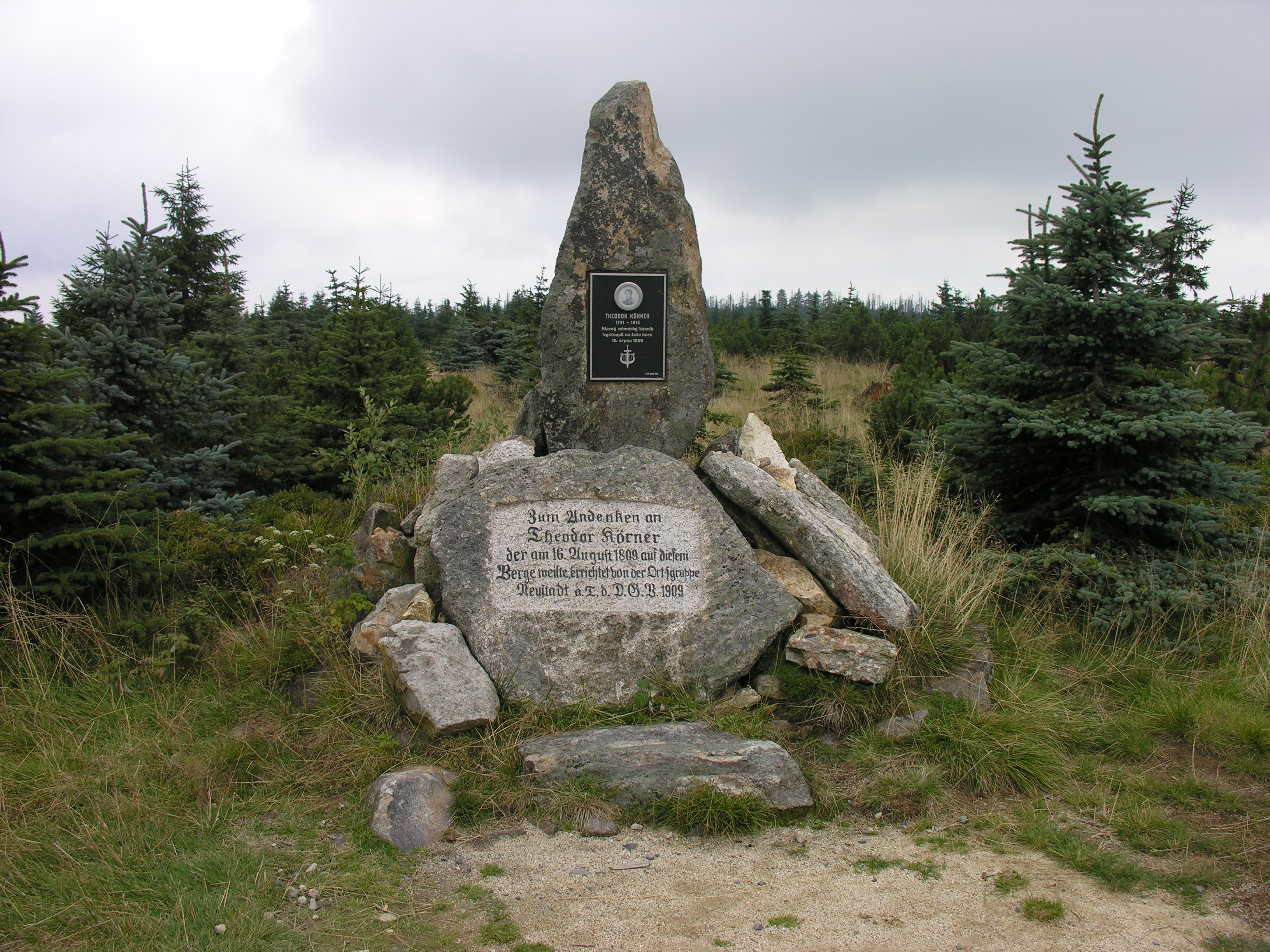
Körnerův pomník
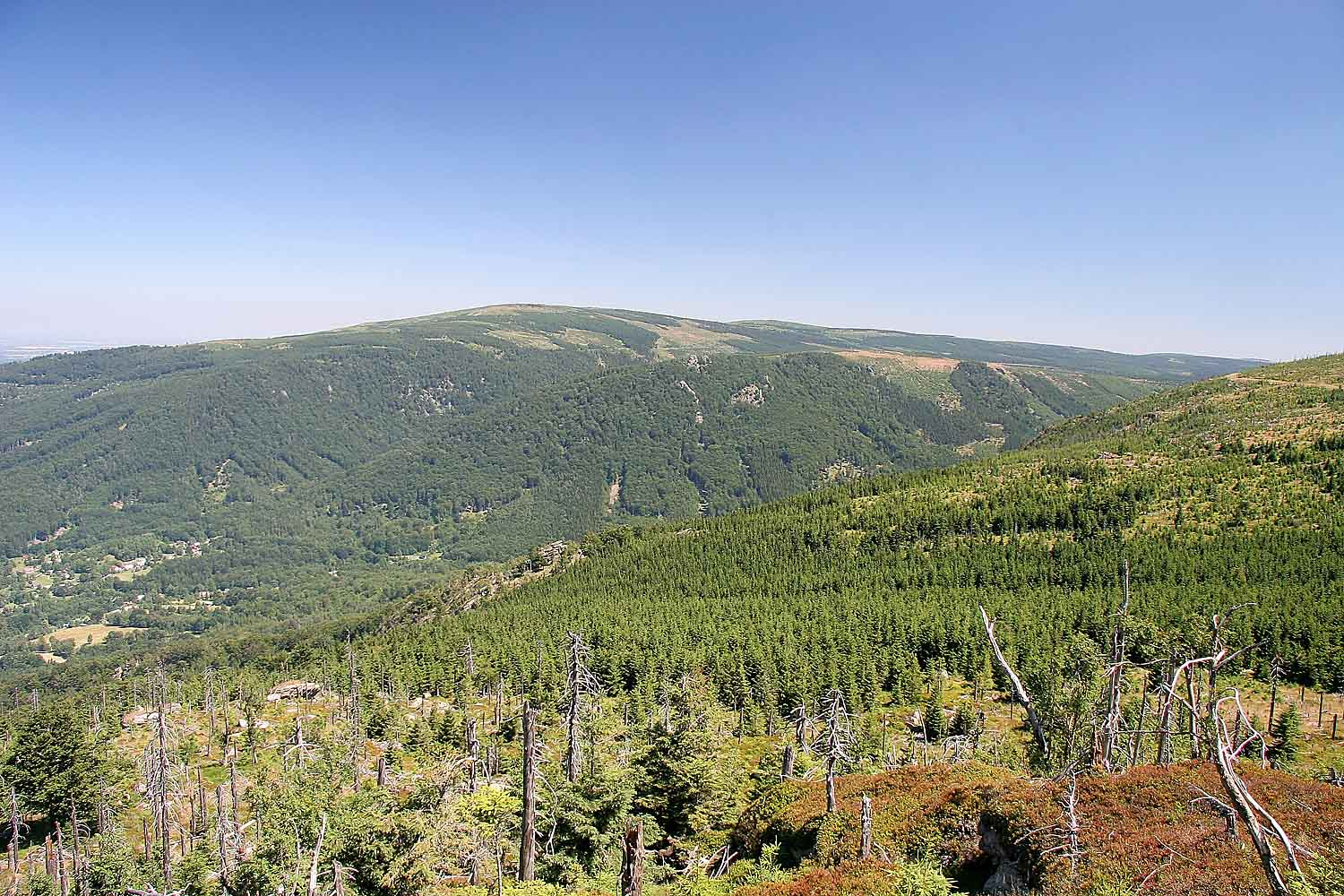
Smrk a Paličník z Poledních kamenů
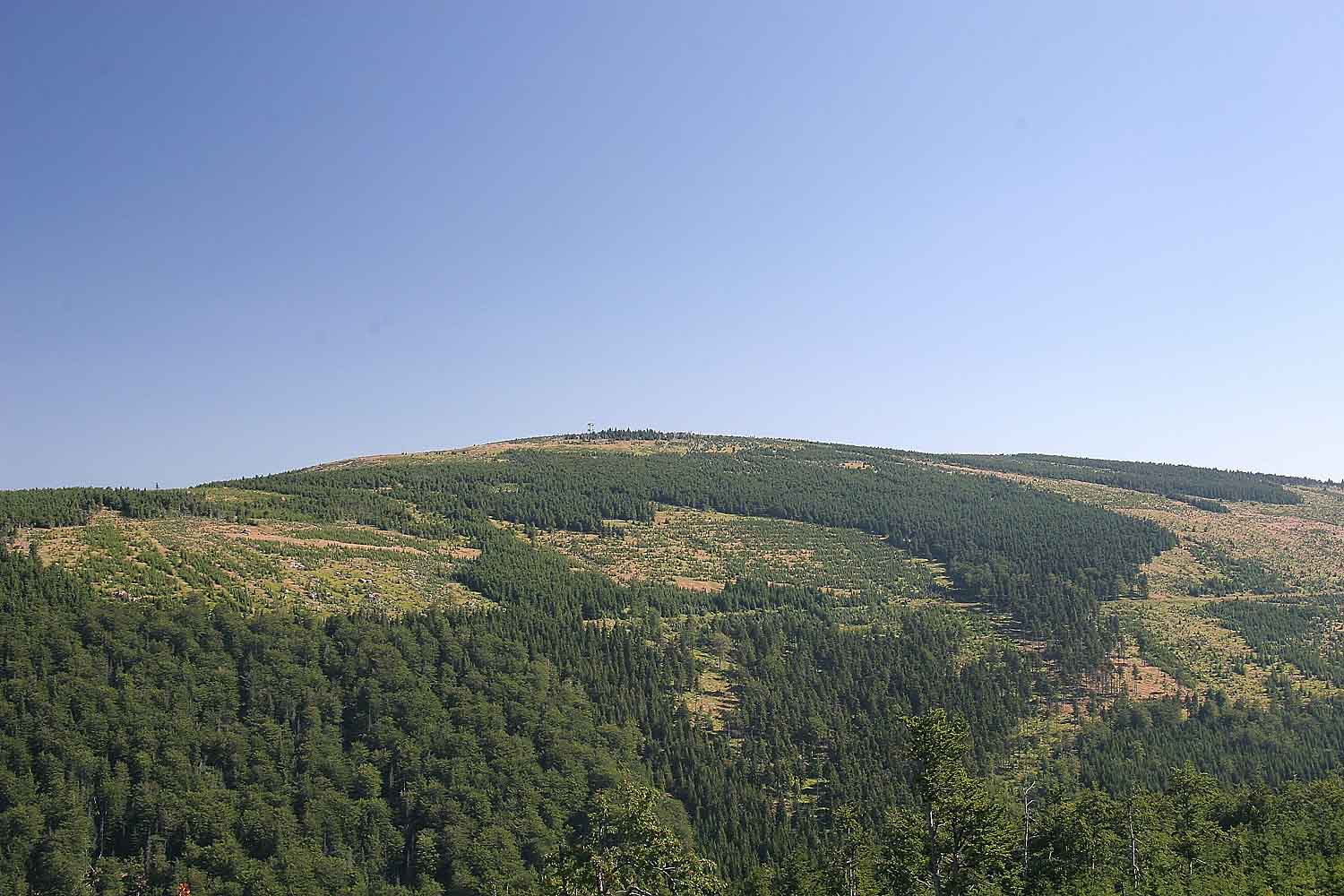
Smrk z Paličníku